# Le Roncenay-Authenay
Le Roncenay-Authenay är en kommun i departementet Eure i regionen Normandie i norra Frankrike. Kommunen ligger i kantonen Damville som tillhör arrondissementet Évreux. År 2015 hade Le Roncenay-Authenay 372 invånare.

## Befolkningsutveckling
Antalet invånare i kommunen Le Roncenay-Authenay
Referens:INSEE